# Schulisches Wohlbefinden
Das schulische Wohlbefinden (auch: Wohlbefinden in der Schule, engl. school well-being), das bisher in der empirischen Forschung uneinheitlich definiert wird, basiert auf dem Konzept des allgemeinen bzw. subjektiven Wohlbefindens. Es weist eine komplexe Struktur auf. In der empirisch-pädagogischen Schulforschung wird es heutzutage überwiegend als Mehrkomponentenmodell verstanden und untersucht. Folgende Begriffsannäherung wird häufig in aktuellen Untersuchungen verwendet:
„Wohlbefinden in der Schule bezeichnet einen Gefühlszustand, bei dem positive Emotionen und Kognitionen gegenüber der Schule, den Personen in der Schule und dem schulischen Kontext bestehen und gegenüber negativen Emotionen und Kognitionen dominieren. Wohlbefinden in der Schule bezieht sich auf die individuellen emotionalen und kognitiven Bewertungen im sozialen Kontext schulischer bzw. schulbezogener Erlebnisse und Erfahrungen. Wohlbefinden in der Schule kann kurzfristig und aktuell entstehen oder sich über einen längerfristigen Zeitraum entwickeln und in seiner Intensität variieren“.

## Komponenten
Anlehnend an das Modell von Tina Hascher werden zumeist nachstehende Komponenten bzw. Skalen in der empirischen Wohlbefindensforschung zur Messung des schulischen Wohlbefindens genutzt: positive Einstellungen zur Schule, Freude in der Schule, ein positives schulisches Selbstkonzept, keine Sorgen wegen der Schule, keine körperlichen Beschwerden wegen der Schule und keine sozialen Probleme in der Schule.

## Funktionen
Es lassen sich drei Funktionen des schulischen Wohlbefindens von Schülerinnen und Schülern feststellen: Im Sinne einer Indikationsfunktion steht schulisches Wohlbefinden für eine positive Bewertung von Schulumfeld und schulischem Alltag. In diesem Zusammenhang ist schulisches Wohlbefinden ein Zeichen für Schulerfolg und eine gelingende soziale Integration der Schülerinnen und Schüler. Daneben kommt dem schulischen Wohlbefinden eine Bildungsfunktion zu, indem es eine Grundlage für förderliche Lernprozesse und eine erfolgreiche individuelle Entwicklung darstellt. Außerdem hat schulisches Wohlbefinden eine Präventions- und Interventionsfunktion, indem es zur Bewältigung von Problemen und Schwierigkeiten beitragen sowie Aggressionen und Gewalt entgegenwirken kann.

## Bezugstheorien
Bei der Erforschung des schulischen Wohlbefindens wird auf verschiedene Bezugstheorien zurückgegriffen. Dazu zählen unter anderem die Selbstwirksamkeitstheorie, die Selbstbestimmungstheorie, die Bezugsgruppentheorie sowie verschiedene Theorien aus dem Bereich der Schulqualitäts- und Schulentwicklungsforschung.

## Schulisches Wohlbefinden und Inklusion
Im Zuge ansteigender schulischer Inklusionsprozesse, bedingt durch die Ratifizierung des Übereinkommens über die Rechte von Menschen mit Behinderungen, gewinnt das schulische Wohlbefinden zunehmend an Bedeutung. In der aktuellen (Inklusions-)Forschung bzw. Inklusiven Pädagogik wird das Konstrukt teilweise auf zwei Arten in Beziehung zu schulischer Inklusion gesetzt: Schulisches Wohlbefinden gilt einerseits als Grundlage bzw. Gelingensbedingung von Inklusion. Zugleich wird es auch als ein Ziel bzw. Ergebnis von gelingender Inklusion gesehen.
Aktuell wird weiterhin kontrovers debattiert, inwiefern Schülerinnen und Schüler mit Risikofaktoren, zum Beispiel mit Lernbehinderung, in inklusiven Schulen – im Vergleich zu Förderschulen – ein hohes Wohlbefinden erreichen können. Fraglich ist auch, durch welche individuellen, familiären, schulischen und weiteren sozialen Faktoren das allgemeine und schulische Wohlbefinden von Kindern und Jugendlichen beeinflusst wird. Hier ergeben sich zahlreiche Forschungslücken.